# Altaich
Altaich ist eine Erzählung des deutschen Schriftstellers Ludwig Thoma, die 1918 veröffentlicht wurde. Die Geschichte schildert die Verwicklungen eines Sommers, die sich in einem Ort in Bayern ereignen, der sich als Touristenziel anpreist und Sommerfrischler anlockt.

## Inhalt
Als das oberbayrische Dorf Altaich eine Anbindung an das Eisenbahnnetz erhält, bemüht sich der Kaufmann Natterer mit der zögerlichen Unterstützung des Postwirtes darum, den Ort als Reiseziel für Sommerfrischler zu entwickeln. Sie annoncieren in überregionalen Zeitungen und werden überrascht, als tatsächlich einige Reisende auf Urlaub in das verschlafene Bauerndorf kommen.
Der erste Gast, der eintrifft, ist der biedere Oberinspektor einer Versicherung namens Dierl, der vor allem große Essensportionen und Ruhe sucht. Zu ihm gesellt sich der österreichische Offizier von Wlazeck, ein Causeur und Gesellschaftslöwe, den vor allem die erfreulich niedrigen Preise nach Altaich brachten. Mit seiner Familie reist der Professor Horstmar Hobbe aus Göttingen an, um zurückgezogen sein Opus magnum der Kunstgeschichte zu vollenden. Ein moderner Dichter namens Tobias Bünzli, der anekdotenliebende Münchener Beamte Schützinger, und die Familie Schnaase (Privatier Gustav, samt Gattin Karoline, Tochter Henriette und Zofe Stine Jeep) aus Berlin komplettieren den Reigen der Sommerfrischler.
Herr Schnaase ließ sich von seiner Frau zu dem Urlaub überreden und ist nun hin- und hergerissen zwischen lautstarker Empörung über die vorsintflutlichen Zustände und der Gelegenheit, sich bei der Weiterentwicklung des Tourismus hervorzutun. Bald unterstützt er Natterer tatkräftig im „Altaicher Fremdenkomitee“, das sich die Tourismusförderung zum Ziel gemacht hat. Dierl und Wlazeck beobachten das Treiben misstrauisch.
Bei einem Ausflug zum verfallenen Kloster Sassau schmieden Natterer und Schnaase Pläne, den Ort zu einer Fremdenverkehrsattraktion mit Gastronomie auszubauen. Konrad Oßwald, der junge Maler des Ortes, soll die Sehenswürdigkeiten für Plakate darstellen; es kommt bei diesem Ausflug zu einer sehr zarten Annäherung des Künstlers an Henny, der Tochter der Schnaases. Die zuhausegebliebene Zofe Stine sieht sich indes den dreisten Avancen des Schlossergesellen Xaver gegenüber, denen sie nicht widersteht.
Familie Schnaase besucht den Maler Konrad in der elterlichen Mühle; dabei erkennen Konrad und Henriette, dass sie trotz ihrer gegenseitigen Zuneigung doch mehr trennt als verbindet. Bei ihrer Rückkehr ins Hotel findet Henriette einen feurigen anonymen Liebesbrief, als dessen Verfasser nur der moderne Dichter Bünzli in Frage kommt.
Zu Schlossermeister Hallberger kommt überraschend dessen Tochter Marie zu Besuch, die unter dem Künstlernamen Mizzi Spera in München und Berlin als Sängerin in Kabaretts auftritt. Die Tochter des Konditors Noichl, Kathi, versucht sich bei einer nächtlichen Begegnung an den Maler Konrad anzunähern, stößt aber auf taube Ohren. Vater Schnaase und Kanzleirat Schützinger besuchen den Schlosser Hallberger, um der „Künstlerin“ Mizzi Spera ihre Aufwartung zu machen; Schnaase nähert sich dabei ziemlich eindeutig der jungen Dame und arrangiert ein weiteres Rendezvous. Außerdem soll sie auf dem Sommerfest des Komitees auftreten, mit einem Couplet, das Schnaase bei Dichter Bünzli in Auftrag geben will.
Ebenfalls um die Damenwelt zu beeindrucken, will der Offizier von Wlazeck einen Ausritt auf dem örtlichen Postpferd machen, scheitert aber daran, den Knecht des Postwirts dazu zu bringen, ihm das Pferd reitfertig herzurichten, was erst nach der behutsamen Intervention des Wirtes gelingt. Der Ausritt zeigt nicht die beabsichtigte Wirkung, da das Ross seiner Gewohnheit folgt und nicht dem Reiter. Gustav Schnaase beauftragt indes beim Dichter Bünzli das Couplet für Mizzi; Bünzli wiederum, dessen Erbe nahezu verbraucht ist, versucht sich vergebens bei Frau Schnaase als potenzieller Schwiegersohn ins Gespräch zu bringen.
Als Frau Schnaase brieflich eine vorteilhafte Verbindung für ihre Tochter in Berlin in Aussicht gestellt bekommt, will sie mit ihrem Mann die Verlobung arrangieren. Doch dieser täuscht einen dringenden Verdauungsspaziergang vor – in Wahrheit ist er aber mit Mizzi Spera verabredet, der er eigentlich das vorzutragende Couplet geben soll (das Bünzli natürlich nicht verfasst hat). Die beiden geraten in ein Unwetter; Mizzi eilt mit ihrem Vater nach Hause und Schnaase rettet sich in die Ertlmühle. Zu Hause eröffnet ihm seine Frau die Neuigkeiten, und die Schnaases beschließen umgehend abzureisen.
Kanzleirat Schützinger missversteht das: Er fürchtet, Schnaase sei in flagranti erwischt worden und er selber (der beim ersten Besuch bei Mizzi Spera dabei war) könnte nun mit in den Strudel gezogen werden. So reist auch er schnellstens ab. Zufällig hat auch Professor Hobbe sein Buch vollendet und fährt mit seiner Familie zurück nach Göttingen. Kaufmann Natterers Sommerfest muss mangels Gästen und Programm ausfallen. Auch die übrigen Sommergäste reisen nach und nach ab.
In die Geschichte gewoben ist eine Nebenerzählung über die Familie Oßwald, die nicht weit von Altaich die Ertlmühle betreibt. Der Müller Martin hätte eigentlich Lehrer werden sollen, als sein älterer Bruder Michel völlig überraschend davon geht und sein Glück als Seemann sucht, übernimmt er aber den väterlichen Betrieb. Später beschließt sein eigener Sohn Konrad als Schulbub, dass er Maler werden will. Der Vater unterstützt den Knaben darin. Gegen Ende der Geschichte kehrt Michel, den man für verschollen und tot geglaubt hatte, aus Australien zurück und hilft seinem Bruder beim Betrieb der Mühle.

## Hintergrund
Die Geschichte spielt um 1900 in Oberbayern. Der Ort Altaich wie auch der nahe Sassauer See sind fiktiv. Es gibt aber ein reales (Nieder-)Altaich, eine Benediktinerabtei bei Deggendorf in Niederbayern.
Der Sassauer See mit seinem idyllisch gelegenen Kloster könnte dem Kloster Seeon entsprechen. Auch das ähnlich klingende Altomünster, das Thoma gut vertraut war, könnte als Vorlage für Altaich gedient haben; die Anbindung Altomünsters an das Eisenbahnnetz diente schon als Anlass für Thomas Theaterstück Die Lokalbahn.
Das Altaich der Geschichte liegt im Tal der (real existierenden) Vils (Donau), jedenfalls in einem landschaftlich eher unspektakulären Teil des oberbayrischen Hügellandes in deutlicher Entfernung zu den Alpen.

## Sprache
Die unterschiedlichen Ebenen und Ausprägungen von Sprache und Dialekt sind ein wesentliches Element, mit dem das Aufeinanderprallen der Kulturen in Altaich geschildert wird. Die Berliner Familie Schnaase spricht im zeittypischen Berliner Jargon, der k.u.k. Offizier Wlazeck verwendet ein stark böhmisch geprägtes Österreichisch, die Altaicher sprechen bairischen Dialekt.

## Entstehung und Rezeption
Zur Zeit der Entstehung 1918 lebte und arbeitete Thoma nach seiner Entlassung aus dem Kriegsdienst im Ersten Weltkrieg am Tegernsee. Die Erzählung entstand vor Thomas unglücklicher Liebesbeziehung zu Maidi Liebermann von Wahlendorf und seiner tiefen Verbitterung über die Kriegsniederlage. Im Gegenteil könnte die heitere und unbeschwerte Erzählung vom unvermindert kriegsbegeisterten Thoma bewusst zur Ablenkung und Erheiterung seiner zunehmend kriegsmüden Landsleute gedacht gewesen sein.
Die Geschichte ist im Grunde doppelt nostalgisch: Sie erzählt aus der Zeit der Jahrhundertwende, als die ersten Touristen nach Bayern kamen und beschwört wiederum die Zeit davor, als die ländliche Kultur noch nicht von den auswärtigen Gästen in Beschlag genommen wurde.
Der Humor (soweit er nicht sprachlicher Natur ist) beruht wesentlich auf den Begegnungen der Kulturen und den widerstreitenden Interessen der Protagonisten. So ist der rührige Kaufmann Natterer bestrebt, Altaich als Reiseziel zu vermarkten; dabei geht es ihm aber weniger um den eigenen Profit als um das Prestige für sich und das Dorf. Im Gegenteil lässt sich der phlegmatische Postwirt Blenninger nur langsam und allmählich davon überzeugen, den auswärtigen Gästen ein schmackhaftes Tourismusprogramm anzubieten, obwohl er der Hauptnutznießer der Sommerfrische ist, da die meisten Gäste in seinem Haus übernachten.
Die Gäste wiederum lassen sich teils mitreißen von dem Schwung, aus Altaich ein renommiertes Reiseziel zu machen, teils beäugen sie alle Maßnahmen misstrauisch, weil sie zum einen um die Ursprünglichkeit fürchten, zum anderen erwarten, dass das sehr vorteilhafte Preisniveau anziehen könnte.
Die Figuren sind unterschiedlich tief gestaltet. Der schwadronierende österreichische Offizier, der vorlaute und dominante Berliner Privatier, die Halbwelt-Diseuse, der verkrachte moderne Dichter und der weltferne Professor bilden eher grob gezeichnete Typen, die mit ihrem erwartbaren Auftreten mit den gutmütig phlegmatisch-bayrischen Dörflern kollidieren.
Die Figuren der Einheimischen sind feiner gezeichnet; am tiefsten und ernsthaftesten hat Thoma den jungen Maler Konrad geschildert, der sich für die Kunst und gegen das Erbe als Müller entscheidet – in dieser Figur dürfte er einiges von seiner eigenen Person verarbeitet haben; nach anderer Ansicht schuf Thoma hier ein Porträt seines Freundes Ignaz Taschner, während er in dem verkrachten Schweizer Dichter Bünzli ein wenig schmeichelhaftes Bild von Erich Mühsam zeichnete. Der aus Australien zurückkehrende Bruder Michl weist Parallelen zu Thomas eigenem Bruder Peter auf.
Thomas tiefe Abneigung gegen Berlin und der Antisemitismus, den er in seinen Artikeln im Miesbacher Anzeiger ab 1920 zeigte, findet sich in Altaich noch nicht. Die Erzählung ist unpolitisch; die Berliner Familie wird eher freundlich karikiert; freilich verhindern die Schnaases durch ihre überstürzte Abreise, dass sich ihre Tochter mit ihrem mondänen Tennispartner James Dessauer, offenbar ein Jude, verlobt.
Insgesamt lässt sich das Werk als konservativ-idyllisierend interpretieren: Die Kabarettsängerin Mizzi, die aus Altaich nach München und Berlin gegangen ist, wird am negativsten geschildert, während der heimkehrende Seemann Michl, der sich nach Jahren in der Ferne wieder nach Hause aufgemacht hat, um in der väterlichen Mühle zu arbeiten, stark positiv besetzt ist.
Für das Fernsehen verfilmte Karl-Heinz Bieber 1968 die Erzählung – die Hauptrollen spielten Michl Lang, Beppo Brem und Ludwig Schmid-Wildy. Der Bayerische Rundfunk sendete 2012 eine Adaption des Stoffes als Theaterstück in einer Aufführung des Chiemgauer Volkstheaters.

## Werkausgaben
- Altaich, München, Edition Holzinger, 2015, ISBN 978-1515200888